# Moosburg, Biberach
Moosburg, Baden-Württemberg là một xã ở huyện Biberach ở bang Baden-Württemberg thuộc nước Đức. Đô thị này có diện tích 1,85 km², dân số thời điểm 31 tháng 12 năm 2020 là 211 người.